# Kochpara
Kochpara é uma vila no distrito de Kamrup, no estado indiano de Assam.

## Demografia
Segundo o censo de 2001, Kochpara tinha uma população de 6028 habitantes. Os indivíduos do sexo masculino constituem 51% da população e os do sexo feminino 49%. Kochpara tem uma taxa de literacia de 85%, superior à média nacional de 59,5%: a literacia no sexo masculino é de 89% e no sexo feminino é de 81%. Em Kochpara, 9% da população está abaixo dos 6 anos de idade.